# Giovanni Cesare Majoni

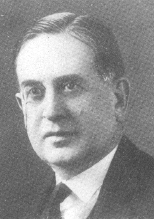
Giovanni Cesare Majoni

Giovanni Cesare Majoni (* 30. Mai 1876 in Borgomanero; † 18. Juli 1969 in Rom) war ein italienischer Diplomat.

## Studium
Im Jahr 1898 schloss Majoni an der Universität Turin ein Studium der Rechtswissenschaft ab.

## Werdegang
Ein Jahr später, 1899, trat er in den auswärtigen Dienst.
Er wurde an den Generalkonsulaten in Kairo, Thessaloniki, Konstantinopel, Nizza, Cannes, Zürich, Philadelphia und Moskau beschäftigt.
1919 wurde er Legationsrat und wurde in der politischen Abteilung des Außenministeriums beschäftigt.
Von 1920 bis 1922 war er Generalkonsul in München, 1923 in gleicher Funktion in Helsinki.
Von 1924 bis 1928 war Majoni außerordentlicher Gesandter und Ministre plénipotentiaire in Warschau, 1929 Präsident der Agenzia nazionale italiana del turismo. Im Zeitraum von 1929 bis Ende 1932 war er Botschafter in Tokio.
Am 16. November 1933 wurde er von Viktor Emanuel III. zum Mitglied des Senato del Regno ernannt.